# Hoplia scutellaris
Hoplia scutellaris är en skalbaggsart som beskrevs av Waterhouse 1877. Hoplia scutellaris ingår i släktet Hoplia och familjen Melolonthidae. Inga underarter finns listade i Catalogue of Life.